# Yoo Yeon-seok
Ahn Yeon Seok (sinh ngày 11 tháng 4 năm 1984), thường được biết đến với nghệ danh Yoo Yeon Seok, là một nam diễn viên người Hàn Quốc. Sau khi ra mắt vào năm 2003 với một vai nhỏ trong Old boy, anh đã tiếp tục sự nghiệp diễn xuất của mình vào năm 2008. Anh được biết đến qua các bộ phim truyền hình Lời hồi đáp 1994 (2013), Người thầy y đức (2016), Quý ngài ánh dương (2018) và Chuyện đời bác sĩ cũng như loạt phim điện ảnh Lớp kiến trúc 101 (2012), Cậu bé người sói (2012), Âm mưu của lọ lem (2015), Một ngày kì lạ (2016), Love, lies (2016).

## Tiểu sử
Ahn Yeon Seok sinh vào ngày 11 tháng 4 năm 1984 tại Seoul, Hàn Quốc. Khi anh sáu tuổi, gia đình anh chuyển đến tỉnh Gyeongsang Nam sống vì cha anh, một giáo sư kỹ thuật đã được bổ nhiệm và phân công tác tại trường Đại học quốc gia Gyeongsang. Trong thời gian học tiểu học, anh từng là chủ tịch hội học sinh của toàn trường. Trong những năm học trung học, Yoo Yeon Seok đã ấp ủ ước mơ theo đuổi nghề diễn xuất. Vào năm 2001, anh đã theo anh trai lên sống gần Samseong-dong để theo học tại trường trung học nam sinh Gyeonggi, sau khi tốt nghiệp trung học anh thi vào trường Đại học Sejong.
Trong khoảng thời gian tham gia các lớp học diễn xuất, những sinh viên ở đây (trong đó có cả anh) đã gặp một người, người sau này đảm nhiệm phụ trách trang phục cho phim Old Boy của đạo diễn Park Chan-wook. Năm 2003, anh ra mắt với bộ phim điện ảnh đầu tiên "Old boy".
Sau khi tốt nghiệp Đại học Sejong với Bằng Cử nhân Nghệ thuật Phim ảnh, anh đã tiếp tục sự nghiệp diễn xuất của mình vào năm 2008 và bắt đầu sử dụng nghệ danh mới dưới sự giới thiệu của công ty là Yoo Yeon Seok.

## Sự nghiệp

### 2003 - 2007: Bắt đầu sự nghiệp
Trong khoảng thời gian tham gia các lớp học diễn xuất, Ahn Yeon Seok đã gặp một người bạn, người sau này phụ trách trang phục cho bộ phim Old Boy của đạo diễn Park Chan Wook. Nhớ rằng anh rất giống nam diễn viên Yoo Ji -tae, cô đã gọi điện cho anh gợi ý anh tham gia casting. Nhờ ngoại hình và khả năng diễn xuất của mình, Ahn Yeon Seok đã debut màn ảnh rộng bằng vai diễn thời trẻ của Lee Woo-jin trong Old Boy – bộ phim được đánh giá là một trong những bộ phim kinh điển của điện ảnh Hàn Quốc, đưa tên tuổi điện ảnh Hàn Quốc ra quốc tế.
Mặc dù có màn debut trong một bộ phim nổi tiếng như vậy, những năm tiếp theo, Ahn Yeon Seok không tiếp tục đóng phim mà theo học khoa Nghệ thuật phim ảnh của trường Đại học Sejong sau đó thực hiện nghĩa vụ quân sự tại Lực lượng không quân Hàn Quốc.

### 2008 - 2012: Sự trở lại
Sau khi xuất ngũ, Ahn Yeon Seok trở lại sự nghiệp diễn xuất và bắt đầu sử dụng nghệ danh mới là Yoo Yeon Seok.
Năm 2008, anh trở lại nghiệp diễn bằng màn debut trên màn ảnh nhỏ bằng một vai phụ trong bộ phim Bệnh viện đa khoa 2. Những năm sau đó, anh tiếp tục đóng những vai phụ trên sóng truyền hình, như vai chủ tịch hội học sinh ngạo mạn trong bộ phim Hồn (2009), vai bác sĩ trong Tasty Life (2012). Anh cũng nhận được những nhận xét tích cực về diễn xuất trong vai diễn chính người bạn trai cũ tìm lại đứa con trong bộ phim điện ảnh dòng phim độc lập Gặp lại (2012)
Năm 2012, Yoo Yeon Seok bắt đầu nhận được sự chú ý của khán giả với các vai phản diện trong các bộ phim điện ảnh hit phòng vé của năm bao gồm Lớp kiến trúc 101 và Cậu bé người sói. Sau đó, anh tham gia bộ phim truyền hình Born to Sing và Cửu gia thư.

### 2013 - nay: Sự nổi tiếng
Yoo Yeon Seok trở nên nổi tiếng sau khi tham gia bộ phim truyền hình Lời hồi đáp 1994 vào cuối năm 2013. Sau năm đột phá đó, anh đã được mời đóng hai bộ phim điện ảnh nổi tiếng Whistle blower và Thợ may hoàng gia. Sau đó, anh tham gia vào chương trình du lịch thực tế Youth over flowers in Laos. [15] [16]
Năm 2015, Yoo Yeon Seok vào vai chính trong bộ phim truyền hình Cuộc đời như mơ, diễn cặp cùng Kang Sora. Sau bộ phim này, Yoo Yeon Seok được đề cử vào nhiều hạng mục giải thưởng lớn. Anh cũng đóng vai chính trong bộ phim Âm mưu của lọ lem (bản làm lại của Woman of straw) và Người yêu tôi là ai? (chuyển thể từ bộ phim cùng tên). Cuối năm đó, Yoo Yeon Seok vào vai chính trong Le Passe-muraille, đây là vở nhạc kịch sân khấu đầu tiên của anh kể từ khi ra mắt với khán giả.
Đầu năm 2016, phim tình cảm hài lãng mạn Mood of the day anh đóng vai chính cùng Moon Chae-won chính thức ra rạp. Tháng 4 năm 2016, anh đóng vai nam chính trong bộ phim điện ảnh Love, Lies cùng Han Hyo Joo và Chun Woo Hee.
Vào tháng 8 năm 2016, Yoo Yeon Seok trở thành nam chính bộ phim truyền hình đề tài y khoa Người thầy y đức. Thành công ngoài mong đợi, bộ phim 20 tập trở thành siêu phẩm hot nhất của đài SBS giai đoạn cận cuối năm 2016 - đầu năm 2017 với lượt rating luôn dẫn đầu, thậm chí vượt xa các bộ phim cùng khung giờ. Bên cạnh Han Suk-kyu và Seo Hyun-jin, anh đã gặt hái được nhiều giải thưởng lớn từ bộ phim này, tiếp tục đưa tên tuổi của mình lên một tầm cao mới. [21]
Năm 2018, Yoo Yeon Seok tham gia bộ phim lịch sử Quý ngài ánh dương của tvN. Bộ phim trở thành phim truyền hình cáp có rating cao nhất (tính đến hết năm 2018). Theo số liệu từ Nielsen Hàn Quốc, tập cuối cùng của Quý ngài ánh dương đã đạt được rating 18.129% trên toàn quốc giúp cho rating trung bình của bộ phim đạt 13.059% cao hơn rating 12.924%, đã được Goblin thiết lập vào năm 2017. Diễn xuất tinh tế của anh trong vai diễn kiếm sĩ máu lạnh nhưng nội tâm chứa đầy đổ vỡ người Nhật gốc Hàn Gu Dong Mae đã nhận được nhiều nhận xét tích cực đồng thời chiếm được nhiều tình cảm của khán giả. Nhân vật Gu Dong Mae cũng được các đạo diễn bầu chọn là Nhân vật nam thứ của năm với những lời nhận xét có cánh "Sự quyến rũ và khả năng diễn xuất không hề kém cạnh khi đặt cạnh Lee Byung Hun", "Sự chuyển mình không thể chối cãi của Yoo Yeon Seok".
Để kỷ niệm 15 năm ra mắt, Yoo Yeon Seok đã tổ chức một buổi họp mặt người hâm mộ có tên là "All About YOO".
Cuối năm 2018, đầu năm 2019, anh tham gia vở nhạc kịch A gentleman’s guide to love and murder.
Năm 2020, nhận lời đề nghị của đạo diễn Shin Won Ho, người đã tin tưởng và giao cho anh vai diễn Chilbong - vai diễn khiến anh trở nên nổi tiếng trong bộ phim Lời hồi đáp 1994, Yoo Yeon Seok trở thành nam chính bộ phim về cuộc đời bác sĩ Những bác sĩ tài hoa với vai diễn bác sĩ khoa nhi Ahn Jeong Won. Bộ phim thành công lớn, thu hút được đông đảo khán giả.
Cuối tháng 7 năm 2019, bộ phim điện ảnh sau 4 năm của anh Steel Rain 2: Summit công chiếu trên màn ảnh rộng. Bộ phim xoay quanh cuộc hội nghị thượng đỉnh giữa Triều Tiên, Hàn Quốc và Mỹ nhằm đàm phán một hiệp ước hòa bình cho bán đảo Triều Tiên trong đó vai diễn của Yoo Yeon Seok là nhà lãnh đạo Triều Tiên. Bộ phim đạt cột mốc 1 triệu vé chỉ sau 5 ngày, góp phần đánh dấu mốc thành công cho ngành điện ảnh Hàn Quốc thời kỳ đại dịch Covid-19.

## Danh mục phim

### Phim điện ảnh
| Năm  | Tựa đề                                       | Vai                   | Ghi chú                 | Nguồn         |
| ---- | -------------------------------------------- | --------------------- | ----------------------- | ------------- |
| 2003 | Old boy                                      | Lee Woo-jin thời trẻ  | Credit as Ahn Yeon Seok |               |
| 2009 | Short! Short! Short! 2009: Show Me the Money | Golden Era – Saw male |                         |               |
| 2011 | Re-encounter                                 | Kim Han Soo           |                         | [ 1 ] [ 2 ]   |
| 2012 | Eighteen, Nineteen                           | Lee Ho Ya             |                         | [ 3 ]         |
| 2012 | Lớp kiến trúc 101                            | Jae-wook              |                         | [ 4 ]         |
| 2012 | Hai đám cưới và một đám ma                   | Joon                  | Khách mời               | [ 5 ]         |
| 2012 | Horror stories                               | Psychopath            |                         | [ 6 ]         |
| 2012 | Cậu bé người sói                             | Hwang Ji Tae          |                         | [ 7 ] [ 8 ]   |
| 2013 | Born to Sing                                 | Kim Dong Soo          |                         | [ 9 ]         |
| 2013 | Hwayi: Cậu bé quái vật                       | Park Ji Won           |                         | [ 10 ]        |
| 2014 | Whistle Blower                               | Shim Min-ho           |                         | [ 11 ] [ 12 ] |
| 2014 | Thợ may hoàng gia                            | King                  |                         | [ 13 ]        |
| 2015 | Âm mưu của lọ lem                            | Sung-yeol             |                         | [ 14 ]        |
| 2015 | Người yêu tôi là ai?                         | Woo-jin               |                         | [ 15 ]        |
| 2016 | Tình yêu, giả dối                            | Kim Yoon-woo          |                         | [ 16 ]        |
| 2016 | Một ngày kì lạ                               | Jae-hyun              |                         | [ 17 ]        |
| 2016 | Giấc mơ thầm lặng                            | Motorcycle man        | Khách mời               | [ 18 ]        |
| 2020 | Steel rain 2: Summit                         | Jo Seon-sa            |                         |               |
| 2021 | New Year Blues                               | Jae-Hyun              |                         |               |
| 2022 | Vanishing                                    | Park Jin-ho           | Korean-French Film      |               |
| 2023 | My Heart Puppy                               | Min-soo               |                         |               |
| TBA  | No Other Choice                              | Oh Jin Ho             |                         |               |

### Phim truyền hình
| Năm  | Tên phim                                        | Kênh | Vai diễn        | Ghi chú           |
| ---- | ----------------------------------------------- | ---- | --------------- | ----------------- |
| 2008 | General Hospital 2                              | MBC  | Heo Woo-jin     |                   |
| 2009 | Dream                                           | SBS  | Noh Chul-joong  |                   |
| 2009 | Soul                                            | MBC  | Baek Joong-chan |                   |
| 2010 | Running, Gu                                     | MBC  | Heo Ji-man      |                   |
| 2010 | Pure Pumpkin Flower                             | SBS  | Oh Hyo Joon     |                   |
| 2011 | Midnight Hospital                               | MBC  | Yoon Sang-ho    |                   |
| 2011 | 1000 nụ hôn                                     | MBC  | Hyung-soo       |                   |
| 2012 | Tasty Life                                      | SBS  | Choi Jae-hyuk   |                   |
| 2012 | What About Mom?                                 | MBC  | Kim Yeon Seok   |                   |
| 2013 | Cửu gia thư                                     | MBC  | Park Tae-seo    |                   |
| 2013 | Lời hồi đáp 1994                                | tvN  | Chilbong        |                   |
| 2015 | Cuộc đời như mơ                                 | MBC  | Baek Gun-Woo    |                   |
| 2015 | Quý bà cảnh sát                                 | SBS  | Jo Young-woo    | Khách mời, tập 16 |
| 2016 | Người thầy y đức                                | SBS  | Kang Dong-joo   |                   |
| 2018 | Quý ngài ánh dương                              | tvN  | Goo Dong-mae    |                   |
| 2020 | Chuyện đời bác sĩ                               | tvN  | Ahn Jeong Won   |                   |
| 2021 | Chuyện đời bác sĩ 2                             | tvN  | Ahn Jeong Won   |                   |
| 2022 | Lý giải tình yêu (The Interest of Love)         | JTBC | Ha Sang-soo     |                   |
| 2023 | Người thầy y đức 3                              | SBS  | Kang Dong-joo   | Khách mời         |
| 2024 | Khi điện thoại đổ chuông (When the phone rings) | MBC  | Baek Sa-eon     |                   |

### Nhạc kịch
| Năm       | Tựa đề                                 | Vai diễn      | Ghi chú   |
| --------- | -------------------------------------- | ------------- | --------- |
| 2015-2016 | The Man Who Walks Through Doors        | Dutilleul     |           |
| 2017      | Death of Salesman’                     | Howard        | Khách mời |
| 2017      | Hedwig and the Angry Inch              | Hedwig/Tommy  |           |
| 2018-2019 | A Gentleman's Guide to Love and Murder | Monty Navarro |           |
| 2020      | Werther                                | Werther       |           |

|2021-2022
|A Gentleman's Guide to love and Murder
|Monty Navarro

### Chương trình truyền hình
| Năm  | Kênh    | Tựa đề                           | Ghi chú                |
| ---- | ------- | -------------------------------- | ---------------------- |
| 2012 | tvN     | Cats & Dogs                      | MC                     |
| 2012 | SBS     | Strong Heart                     | Khách mời, tập 137-138 |
| 2013 | SBS     | Strong Heart                     | Khách mời, tập 163-164 |
| 2013 | SBS     | Hwasin - Controller of the Heart | Khách mời, tập 10-11   |
| 2014 | tvN     | Taxi                             | Khách mời, tập 319     |
| 2014 | tvN     | Youth Over Flowers               | Thành viên             |
| 2014 | SBS     | Healing Camp                     | Khách mời, tập 152     |
| 2016 | JTBC    | Take Care of My Refrigerator     | Khách mời, tập 60,61   |
| 2016 | Mnet    | WEKID                            | Giáo viên, tập 1-8     |
| 2016 | SBS     | Running man                      | Khách mời, tập 293     |
| 2017 | SBS     | Park Jin-young's Party People    | Khách mời, tập 7       |
| 2017 | KBS     | Happy Together                   | Khách mời, tập 515     |
| 2018 | Netflix | Busted!                          | Khách mời, tập 1,8,9   |
| 2018 | tvN     | Life Bar                         | Khách mời, tập 96,97   |
| 2018 | SBS     | 39th Blue Dragon Film Awards     | MC                     |
| 2019 | tvN     | Coffee Friends                   | Thành viên             |
| 2019 | SBS     | 40th Blue Dragon Film Awards     | MC                     |
| 2020 | SBS     | Running man                      | Khách mời, tập 535     |

### Video ca nhạc
| Năm  | Tên bài hát                     | Nghệ sĩ                               |
| ---- | ------------------------------- | ------------------------------------- |
| 2008 | "Things to Do Tomorrow"         | Yoon Jong-shin                        |
| 2009 | "On the Days I Longed for Love" | Lee Oh Gong Gam                       |
| 2013 | "You Fool"                      | Honey-G                               |
| 2013 | "Things to Do Tomorrow"         | Yoon Jong-shin (feat. Sung Si-kyung)  |
| 2013 | "The Day to Love"               | Lee Seung-chul                        |
| 2013 | "One Way Love"                  | Hyolyn                                |
| 2013 | "Only Feeling You"              | Yoo Yeon Seok, Son Ho-jun và Jung Woo |
| 2014 | "Three People"                  | Toy (feat. Sung Si-kyung)             |
| 2015 | "Because You're Pretty"         | Standing Egg                          |
| 2018 | "Then You"                      | K.Will                                |
| 2020 | "Daystar"                       | Kyuhyun                               |

## Sách
| Năm  | Tựa đề                | Nhà xuất bản | ISBN               |
| ---- | --------------------- | ------------ | ------------------ |
| 2014 | Yoo Yeon Seok's Dream | Paperbook    | ISBN 9788997148387 |

## Giải thưởng và đề cử
| Năm  | Giải thưởng                          | Thể loại                                           | Đề cử                     | Kết quả   | Nguồn  |
| ---- | ------------------------------------ | -------------------------------------------------- | ------------------------- | --------- | ------ |
| 2011 | 48th Grand Bell Awards               | Best New Actor                                     | Re-encounter              | Đề cử     |        |
| 2012 | 33rd Blue Dragon Film Awards         | Best New Actor                                     | Horror stories            | Đề cử     |        |
| 2014 | 50th Baeksang Arts Awards            | Most Popular Actor (TV)                            | Lời hồi đáp 1994          | Đề cử     |        |
| 2014 | 7th Style Icon Awards                | Top 10 Style Icons                                 | —                         | Đoạt giải | [ 27 ] |
| 2015 | 51st Baeksang Arts Awards            | Best Supporting Actor                              | Thợ may hoàng gia         | Đề cử     |        |
| 2015 | 52nd Grand Bell Awards               | Best Supporting Actor                              | Thợ may hoàng gia         | Đề cử     |        |
| 2015 | 35th Golden Cinema Festival          | Best New Actor                                     | Thợ may hoàng gia         | Đoạt giải | [ 28 ] |
| 2015 | MBC Drama Awards                     | Top 10 Stars Award                                 | Cuộc đời như mơ           | Đoạt giải | [ 29 ] |
| 2016 | Korea Film Actors Association Awards | Popularity Award                                   | Một ngày kì lạ            | Đoạt giải | [ 30 ] |
| 2016 | SBS Drama Awards                     | Excellence Award, Actor in a Genre Drama           | Người thầy y đức          | Đoạt giải | [ 31 ] |
| 2016 | SBS Drama Awards                     | Best Couple (with Seo Hyun-jin)                    | Người thầy y đức          | Đoạt giải | [ 32 ] |
| 2016 | SBS Drama Awards                     | Idol Academy Award - Best Kiss (with Seo Hyun-jin) | Người thầy y đức          | Đoạt giải | [ 32 ] |
| 2018 | 2nd Korea Musical Awards             | Male Rookie Award                                  | Hedwig and the angry inch | Đề cử     |        |
| 2018 | 6th APAN Star Awards                 | Excellence Award, Actor in a Miniseries            | Quý ngài ánh dương        | Đề cử     | [ 33 ] |
| 2018 | 2nd The Seoul Awards                 | Best Supporting Actor (Drama)                      | Quý ngài ánh dương        | Đoạt giải | [ 34 ] |
| 2018 | 3rd Asia Artist Awards               | Popularity Award, Actor                            | Quý ngài ánh dương        | Đề cử     |        |
| 2018 | 3rd Asia Artist Awards               | Artist of the Year, Actor                          | Quý ngài ánh dương        | Đoạt giải | [ 35 ] |
| 2018 | 3rd Asia Artist Awards               | Best Actor Award                                   | Quý ngài ánh dương        | Đoạt giải | [ 35 ] |
| 2019 | 55th Baeksang Arts Awards            | Best Supporting Actor (TV)                         | Quý ngài ánh dương        | Đề cử     | [ 36 ] |
| 2024 | MBC Drama Awards                     | Best Couple ( with Chae Soo-bin)                   | When The Phone Rings      | Đoạt giải |        |
| 2024 | MBC Drama Awards                     | Grand Prize (Daesang)                              | When The Phone Rings      | Đề cử     |        |
| 2024 | MBC Drama Awards                     | Top Excellence Award, Actor in a Miniseries        | When The Phone Rings      | Đoạt giải |        |